# بريشا

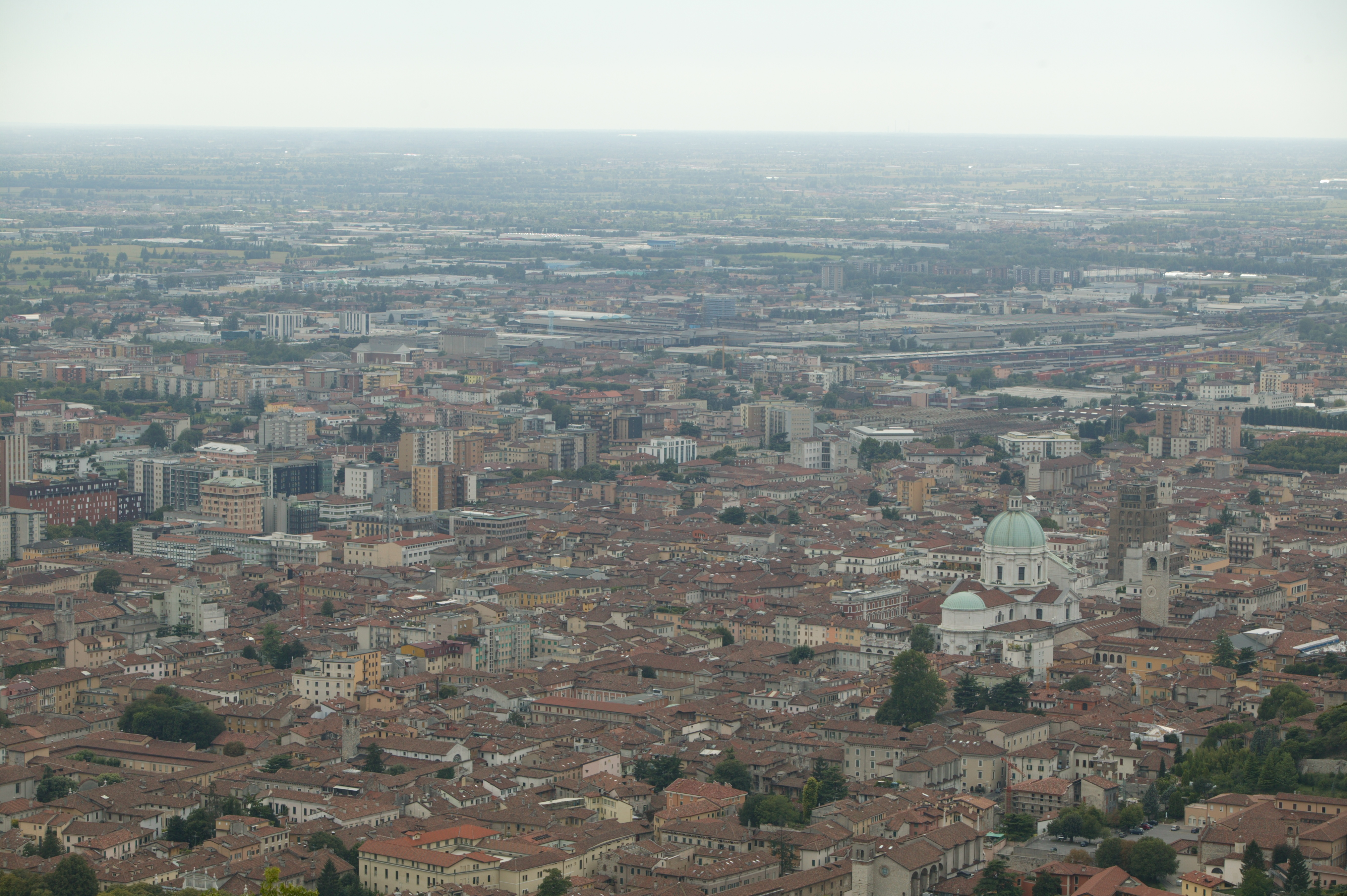
نظرة للمدينة من جبل مونتي مادّالينا

بَريشة أو بِرِشَيا أو (نقحرة: بْرِيشـّا) (Brescia) مدينة في شمال إيطاليا، عاصمة مقاطعة بريشا بإقليم لُمبَردية، وبعدد سكانها البالغ 190.044 نسمة تعد ثاني أكبر مدن الإقليم بعد مدينة ميلانو التي تبعد عنها مسافة 92 كم شرقاً.
تعرف ب Leonessa d'Italia (لبوة إيطاليا) كما وصفها بذلك مادحاً الشاعر جوزويه كاردوتشي.
مخطط المدينة المستطيل والشوارع المتقاطعة بزاوية قائمة، خصوصية تعود لعهد الرومان، رغم أن المنطقة المغلقة بأسوار من القرون الوسطى أكبر من تلك من البلدة الرومانية التي تقع في الجزء الشرقي من المدينة الحالية. ساحة المتحف تقع في مكان الساحة الرومانية (forum)، والمتحف في جهتها الشمالية يحجب معبد كوريثي بثلاثة cellae، ينسبها البعض إلى هرقل، ولكن أغلب أن من أقامها هو فسبازيان 73 ق.م إذا كان النقش حقا ينتمي إلى المبنى والتي اكتشفت في عام 1823. يحوي المتحف تمثال نصر برونزي الشهير وُجد في سنة 1826. بقايا هزيلة لا تزال من مبنى على الجانب الجنوبي للساحة، يسمى مجلس الشيوخ (curia)، وقد يكون كاتدرائية، ولا يزال مسرح موجود شرقي المعبد.

## السكان
في سنة 1861 بلغ عدد السكان 56٬878 نسمة، وتطور العدد ليصل في سنة 2011 لـ 189٬902 نسمة.
يظهر هذا المخطط البياني تطور النمو السكاني لـ بريشا

## الجغرافيا

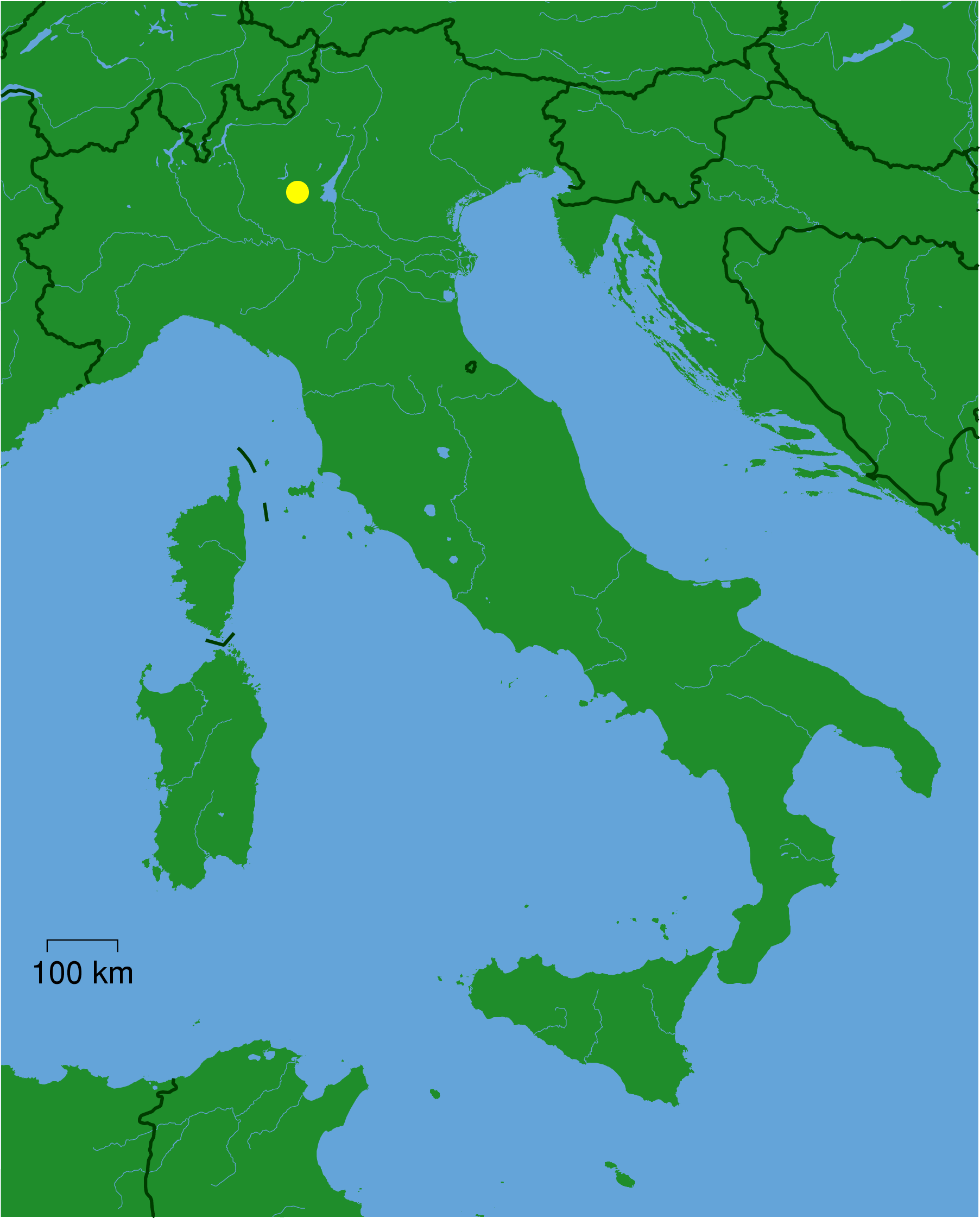
موقع بريشا في إيطاليا

### المناخ
المناخ بارد شتاءً حتى التجمّد مع إمكانية سقوط الثلوج خاصة أعلى وادي ترومبيا. الصيف مثير للضيق عند السهل ومنعش عند الوديان الثلاثة.

### المياه
أهم مسارات المياه في المدينة هو نهر ميلا الذي يجري بجانبها.
باقي مسارات المياه إمّا لها طابع الجداول (مثل جدول غارسا) أو قنوات (مثل نافيليو)
المدينة ليست بعيدة عن أكبر بحيرات إيطاليا بحيرة غاردا، بينما توجد في المقاطعة بعض أهم بحيرات الألب الإيطالي (بحيرة سيبينو، بحيرة إدرو...)

### الأراضي
تقع المدينة في نهاية وادي ترومبيا، عند سفح جبل مونتي مادالينا (874 م) وهضبة سيدنيو التي توجد عليها قلعة بريشا.
الأراضي المدينة سهلية في أغلبها وإن كان على بُعد قريب منها تبدأ سفوح ما قبل الألب اللومباردية التي ضُمت عملياً تقريباً وبمرور الزمن إلى المدينة المتوسعة بسرعة.

## التاريخ

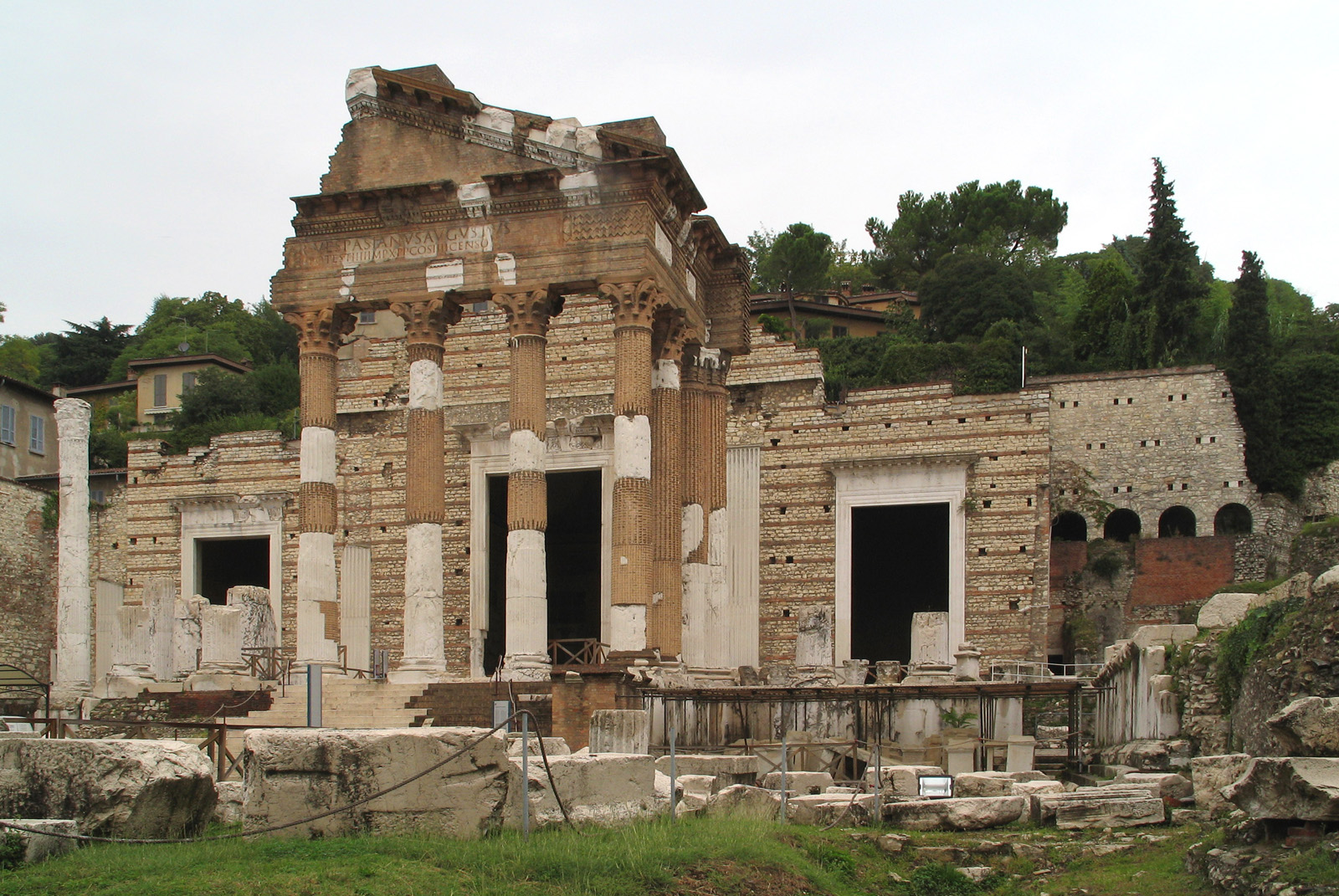
معبد كابيتوليوم

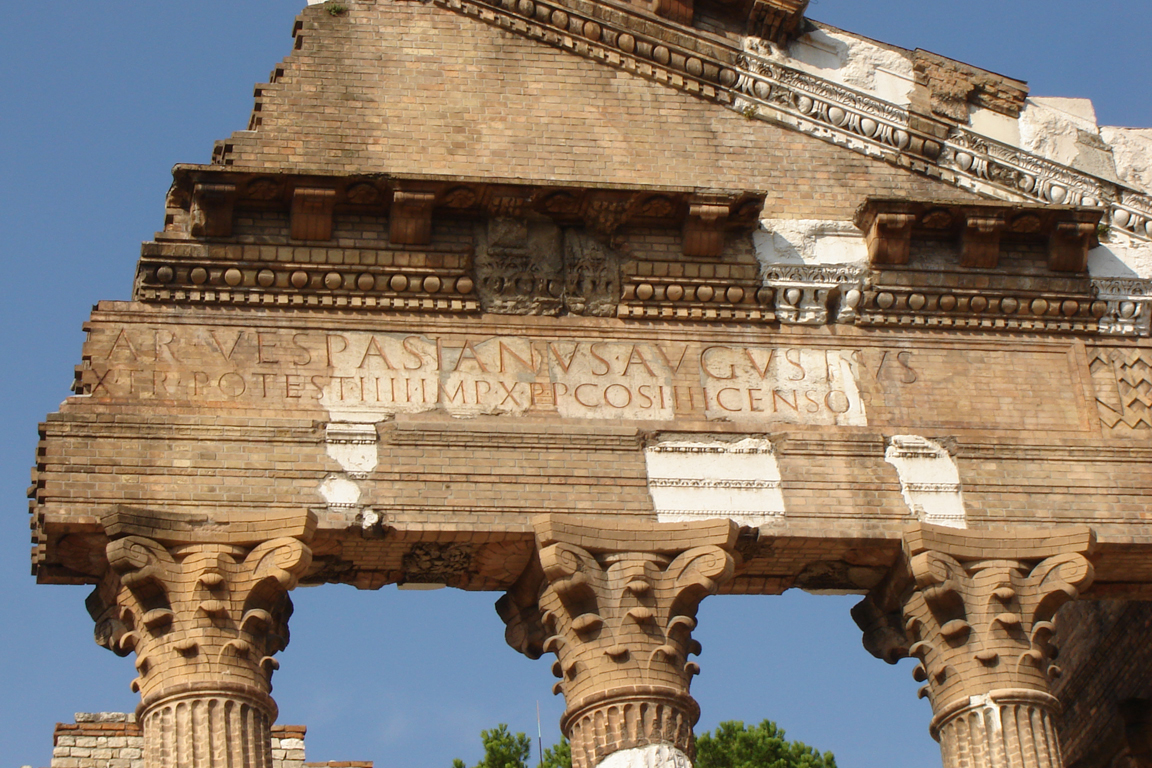

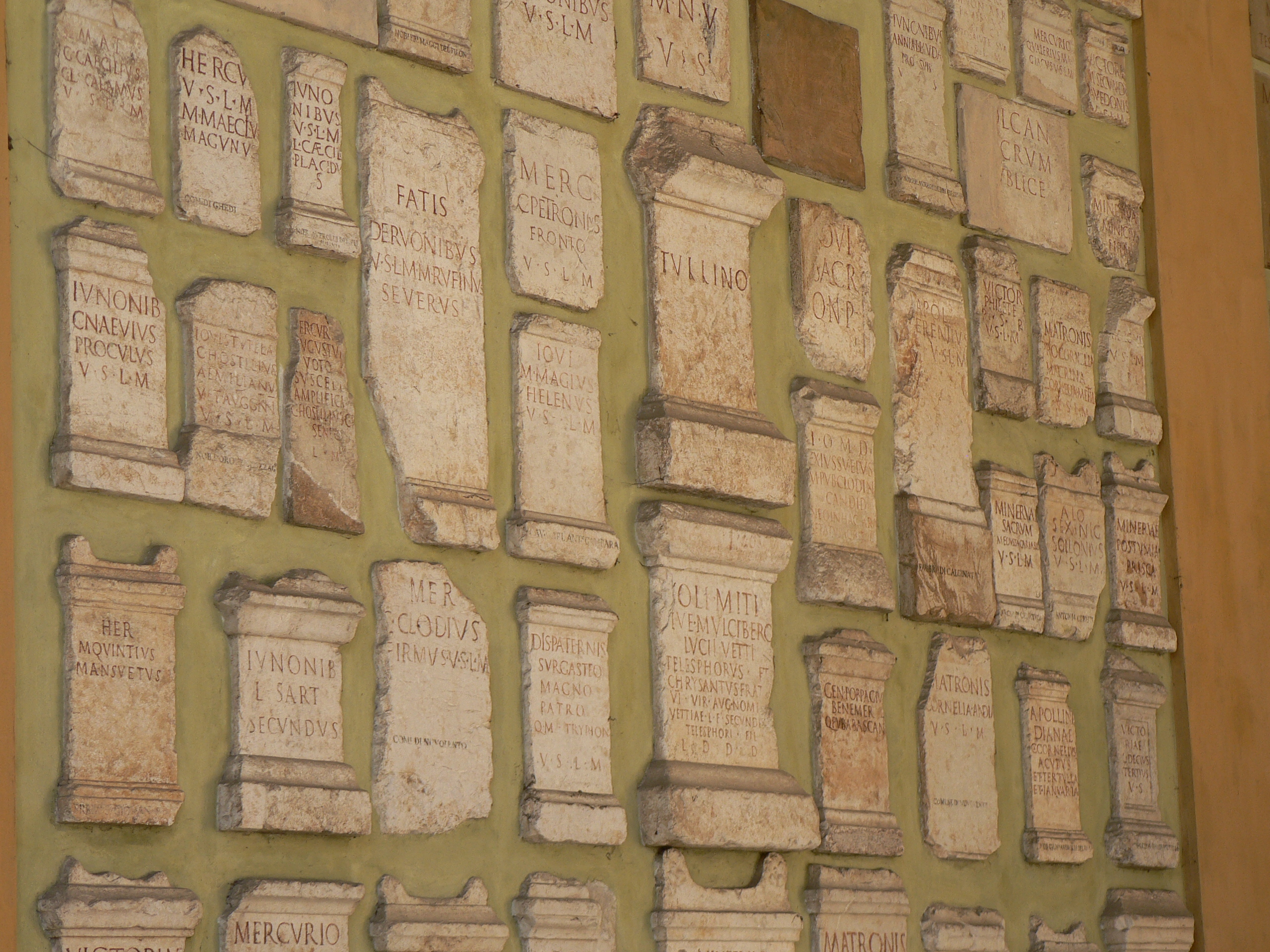
منقوشات معبد كابيتوليوم

### التاريخ القديم
توجد روايات أسطورية مختلفة عن تأسيس بريشا: إحداها تنسب أصولها إلى هرقل، بينما تروي أخرى إن تروي (Troe) الذي فرّ من طروادة المحترقة، وصل إلى مكان قريب حيث بريشا اليوم وأسس هناك ألتيليا (Altilia) بمعنى طروادة الأخرى. ووفقا لرواية أخرى أن سيدنوس ملك الليغوريين والذي كان قد اقتحم وادي بو أواخر العصر البرونزي هو مؤسس المدينة. وينسب بعض الدارسين تأسيسها إلى الأتروسكان.
غزاها السينومانيون الغال حلفاء الإنسوبريين في القرن الرابع قبل الميلاد، وصارت عاصمتهم؛ أصبحت مدينة رومانية سنة 225 قبل الميلاد بعد أن سلـّمها الإنسوبريون. كانت Brixia أثناء الحروب القرطاجية عادةً حليفةً للرومان: في سنة 202 قبل الميلاد كان جزءاً من اتحاد سلتي ضدهم، ولكنها غيرت موقفها بعد اتفاق سري فهاجمت الإنسوبريين فجأة ودمرتهم. وإثر ذلك دخلت المدينة والقبيلة سلميا في العالم الروماني كحليفة مخلصة، ومحافظةً على حرية إدارية معينة. ذُكرت سنة 89 قبل الميلاد كمدينة (civitas) وفي سنة 41 قبل الميلاد حصلت في على المواطنة الرومانية. أسس أوغسطس هنا مستعمرة مدنية (و ليست عسكرية) سنة 27 قبل الميلاد، وبنى هو وتيبريوس جسرا لتموينها. كان لدى Brixia الرومانية ثلاثة معابد على الاقل، جسر، مدرج، وساحة مع معبد آخر بنيت في عهد فسبازيان، وبعض الحمامات.
لمّا تقدمت القسطنطينية ضد ماكسنتيوس في عام 312، وقع اشتباك في بريشا اضطر العدو إلى التراجع حتى فيرونا. في عام 402 دمّر القوطيون الغربيون المدينة أيام ملكهم ألاريك الأول. حوصرت المدينة وسقطت مرة أخرى خلال غزو الهون بقيادة أتيلا عام 452، وبعد أربعين عاما، كانت من أولى فتوحات الجنرال القوطي ثيودوريك العظيم في حربه ضد أودواكر.

### العصور الوسطى

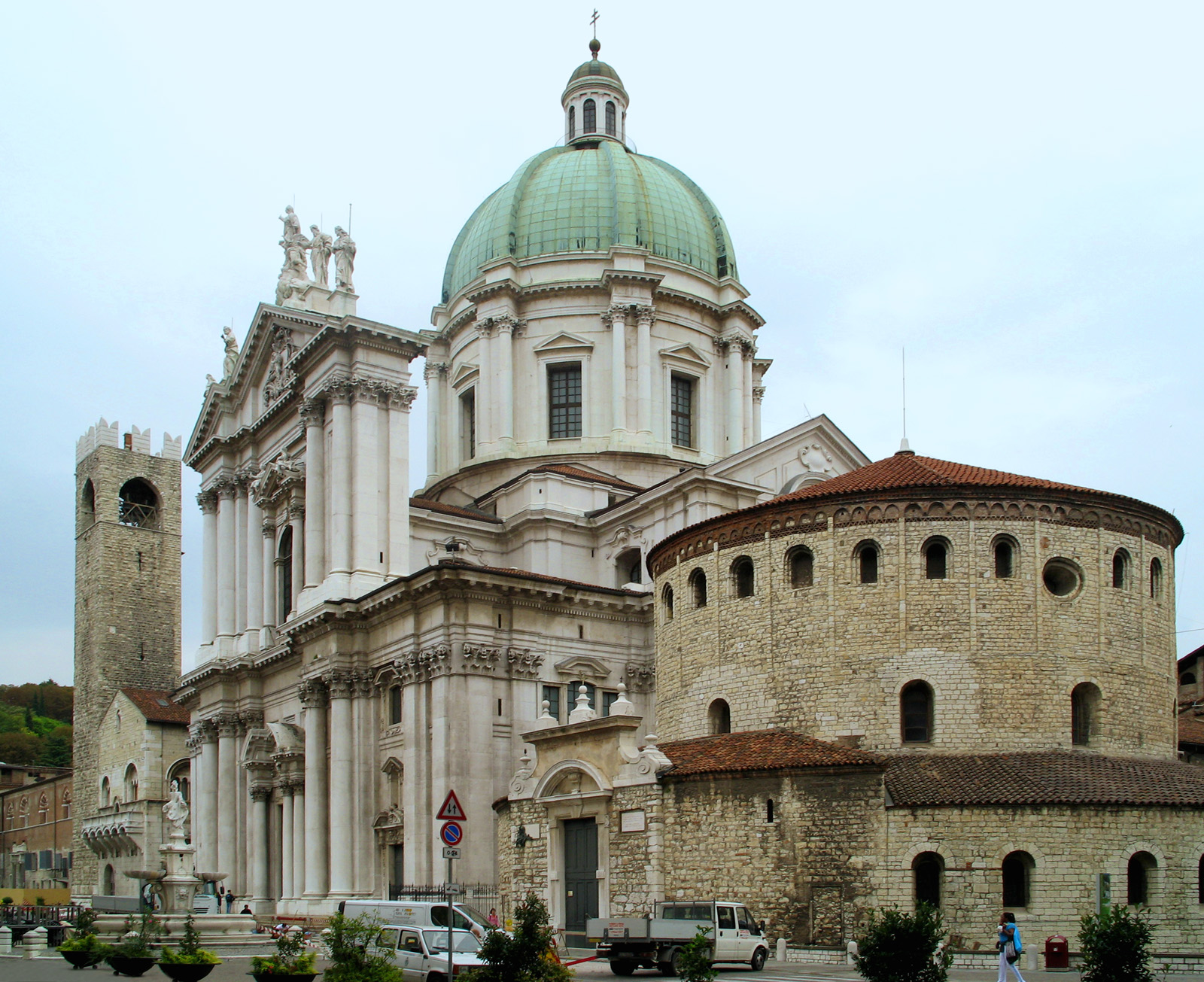
كاتدرائية الجديدة والكاتدرائية القديمة

احتل اللومبارديون بريشـّا في سنة 568 أو 569 وجعلوها عاصمةً لدوقية بريشا إحدى دوقياتهم شبه المستقلة. كان الدوق الأول ألاكيس وتوفي سنة 573. شمل الدوقات اللاحقين الملك المستقبلي روتاريس ورودوالد، وألاكيس الثاني المناهض للكاثوليكية والذي لقي مصرعه في معركة كورناتي دادا (سنة 688). ديزيديريوس آخر ملوك من اللومبارديين كان أيضا دوق بريشا. عام 774 استولى شارلمان على المدينة وأنهى وجود مملكة اللومبارديين شمال إيطاليا.
كان نوتينغوس أول أمير أسقف عليها في عام 844 حملا لقب كونت (انظر أسقفية بريشا). لاحقاً تحدى المواطنون المحليون والنبلاء تدريجيا سلطة الأسقف كممثل إمبراطوري، وحوالي أوائل القرن الثاني عشر صارت بريشـّا بلدية حرة. وتوسعت لاحقاً في الريف المجاور، أولاً على حساب مالكي الأراضي المحليين، ثم ضد البلديات المجاورة لا سيما بيرغامو وكريمونا. وقد هزمت بريشـّا الأخيرة مرتين متتالتين في بونتوليو وفي غروموري (منتصف القرن الثاني عشر)، ثم في معركة مالامورتي سنة 1192.
شاركت بريشا في صراع العصبة اللومباردية البلدي (النصف الثاني من القرن الثاني عشر) ضد الأباطرة إلى جانب ميلانو وبياتشنسا حليفاها التاريخيان في الفترة البلدية، وعُرف عن جنود البلدية في معركة لنيانو كونهم ثاني أكبر الوحدات بعد ميلانو. أنهى صلح كونستانس (1183) الحرب مع فريدريك بربروسا مُؤكداً رسمياً حرية البلدية. في سنة 1201 تصالح البودستا رامبيرتينو بوفاليلي ومن تم أنشأ تحالفاً مع كريمونا وبيرغامو ومانتوفا. يُذكر أيضا حصار بريشا سنة 1238 من قبل الغويلفيين وقام بفكه الإمبراطور فريدريك الثاني على حساب جزء أخذته المدينة في معركة كوتينوفا (27 تشرين الثاني نوفمبر 1237). فخرجت بريشا من هذا الهجوم منتصرة. بعد سقوط آل هوهنشتاوفن، انحدرت مؤسسات الجمهورية في بريشا كما هو الحال في سائر المدن الحرة وتنازعت العائلات القوية على السيادة، رأسَ من بينهم آل مادجي وآل بروزاتي، وهؤلاء الأخيرين كانوا من الغيبلينيين (موالين للإمبراطورية ومناهضين للبابوية). في سنة 1258 سقط في أيدي آل إتشيلينو من فيرونا.

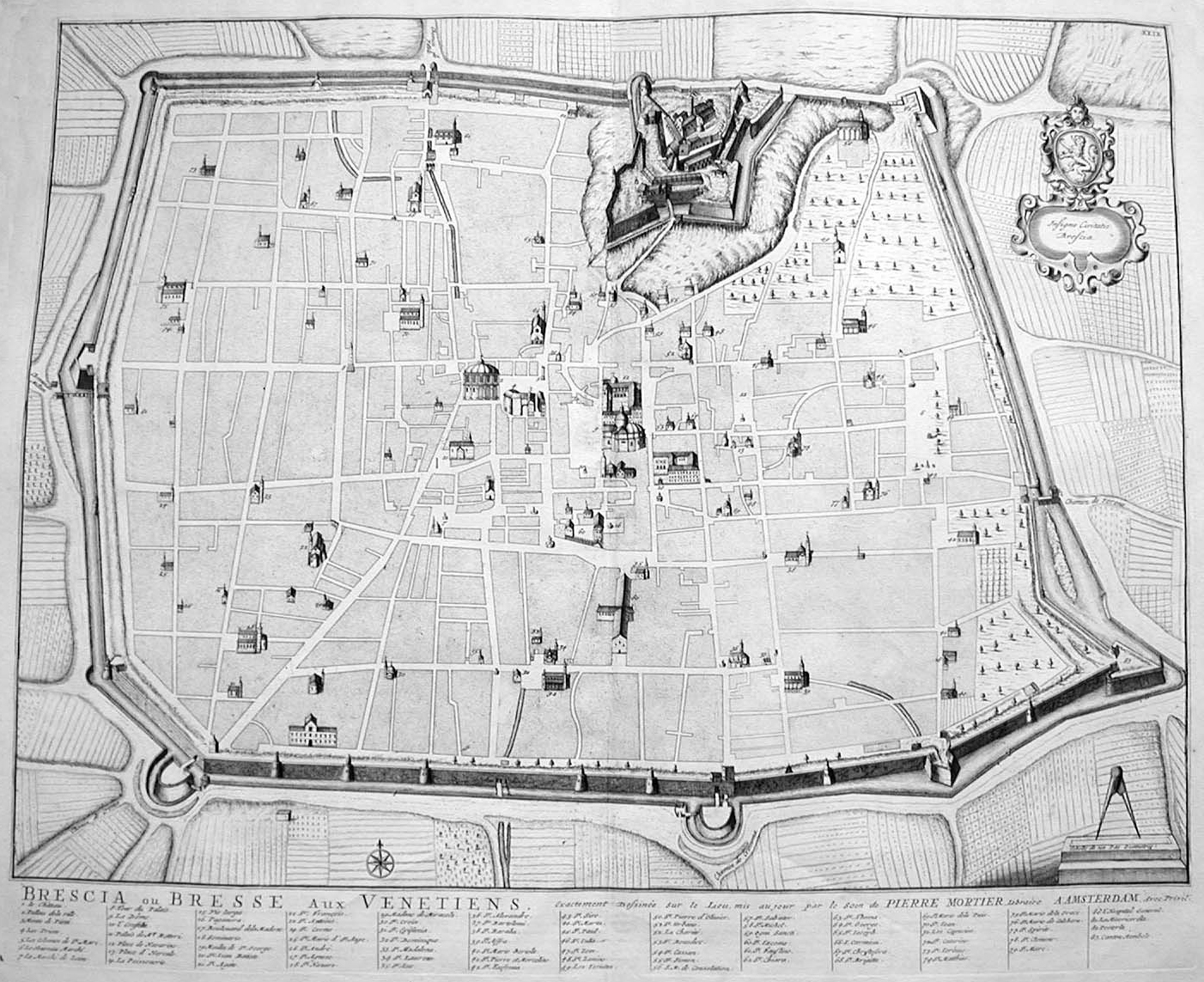
خريطة بريشـّا في بداية القرن الثامن عشر

حاصر الإمبراطور هنري السابع بريشـّا في سنة 1311 لمدة ستة أشهر خاسراً ثلاثة أرباع جيشه. ولاحقاً سعى آل ديلا سكالا من فيرونا وبمساعدة من الغيبلينيين المنفيين إلى وضع بريشا تحت سيطرتهم. ثم لجأ مواطنو بريشا إلى يانغ الأعمى كونت لوكسمبورغ، بيد أن ماستينو الثاني ديلا سكالا طرد الحاكم المعين من قبله. وسرعان ما نازعه آل فيسكونتي من ميلانو على سيادته، ولكن حتى حكمهم لم يكن مستقرا، حيث استولى باندولفو الثالث مالاتيستا على المدينة في عام 1406، ولكنه قايضها في عام 1416 مع فيليبو ماريا فيسكونتي، الذي باعها بدوره إلى البنادقة في سنة 1426. أجبر النبلاء الميلانيون فيليبو على استئناف الأعمال العدائية ضد البنادقة، وبالتالي لمحاولة استعادة هذه المدينة، ولكنه هُزم في معركة ماكلوديو (1427) قـُرب بريشـّا. في سنة 1438 حوصرت بريشـّا طويلا من قبل الكوندوتييرو نيكولو بيتشينينو لحساب دوق ميلانو، وقد رُفع الحصار بتدخل سكاراموتشا دا فورلي قائد حملة (capitano di ventura) يعمل لحساب البندقية. من ذلك الحين فصاعدا اعترفت بريشا بسلطة البندقية، باستثناء السنوات بين 1512 و1520، لمّا احتلتها الجيوش الفرنسية بقيادة غاستون دوق نيمور. في أوائل القرن السادس عشر أصبحت إحدى أغنى مدن لومبارديا، ولكنها لم تتخلص من الهيمنة الفرنسية. بعد ذلك تبعت ممتلكات جمهورية البندقية حتى عام 1796، لمّا صارت تحت السيطرة النمساوية.

### العصر الحديث

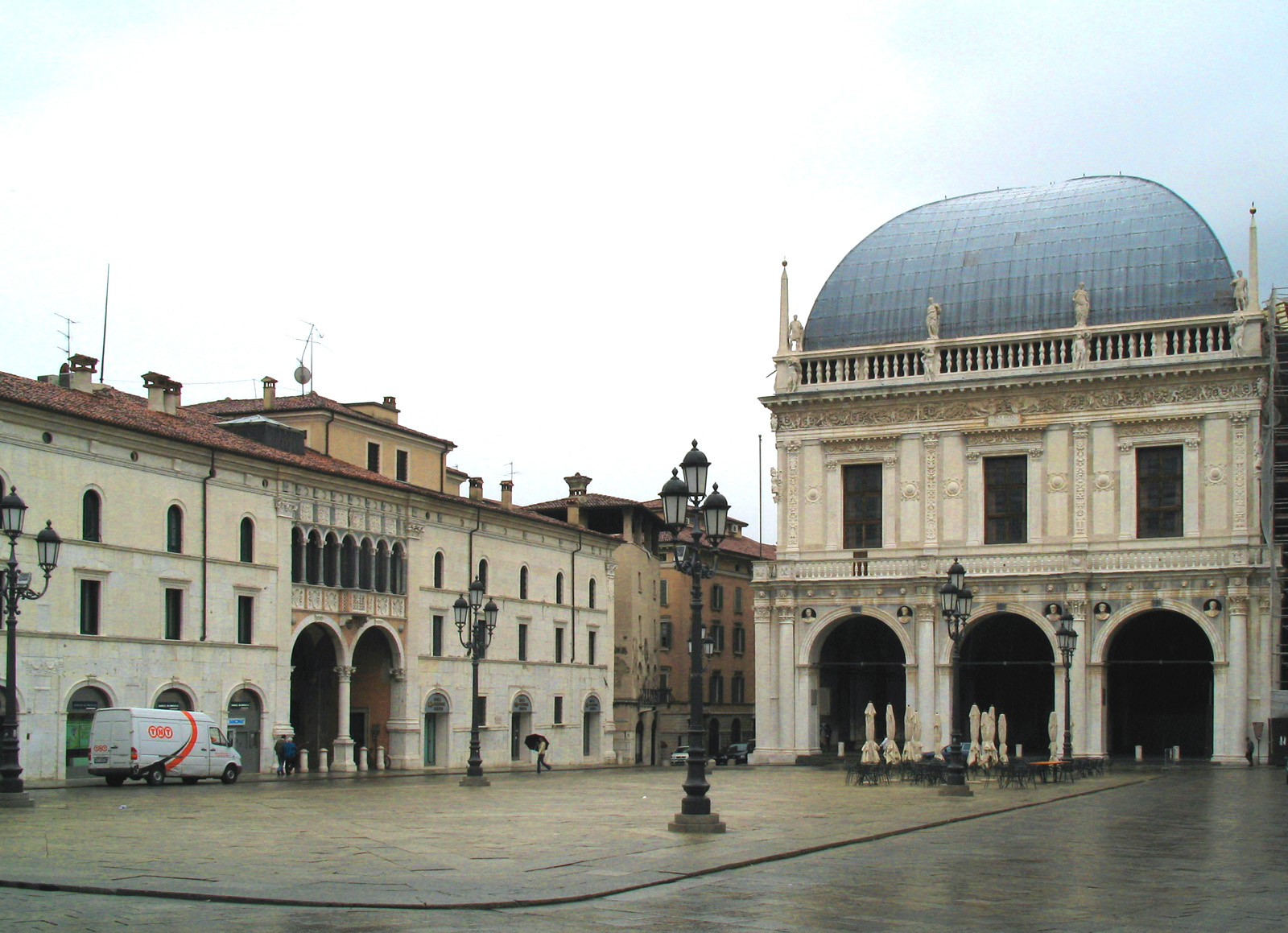
ساحة لودجا

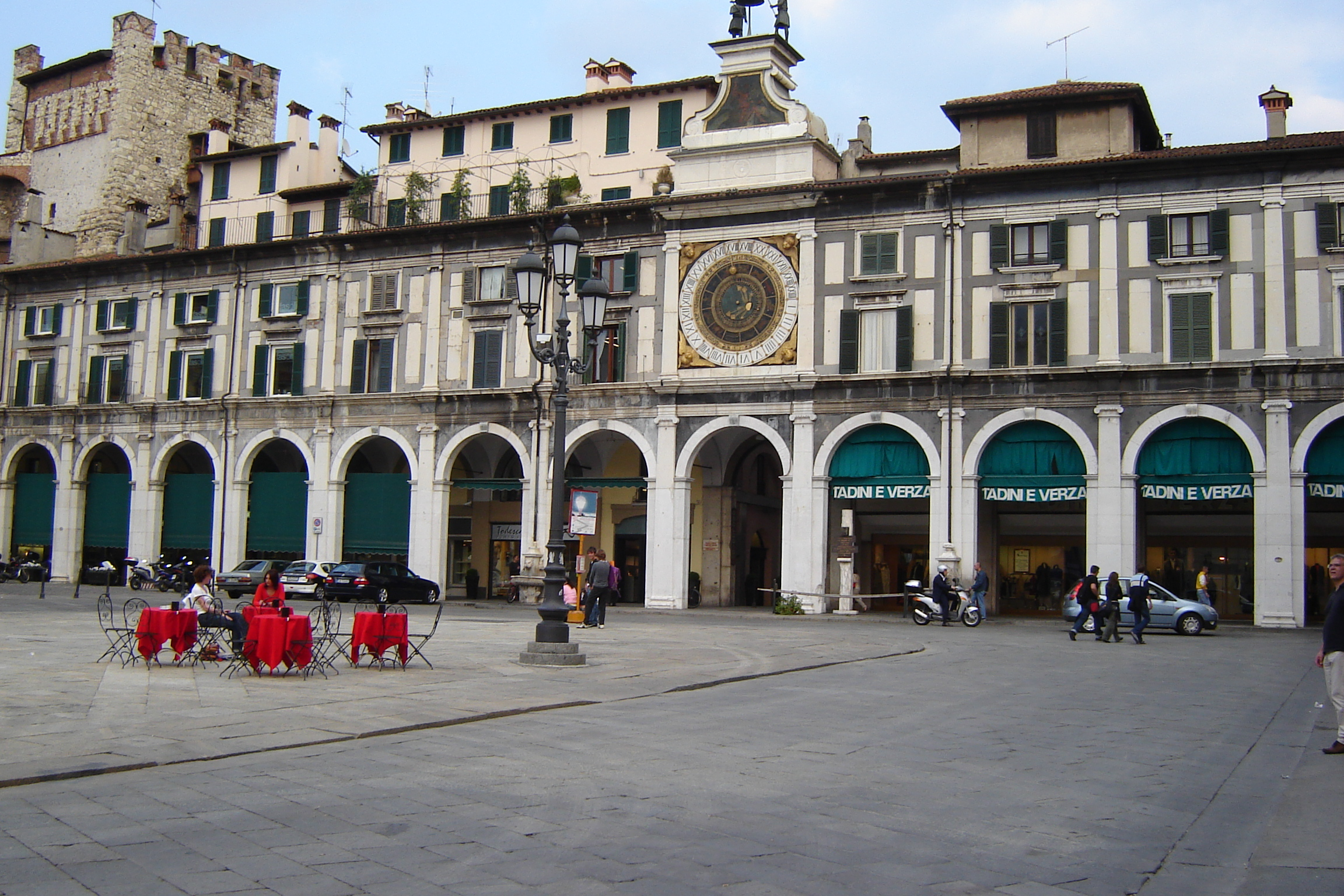
ساحة لودجا

بعد انتهاء العهد النابليوني، ضـُمت بريشا إلى دولة تسمى مملكة لومباردو فينيتو تابعة للنمسا. ثارت بريشا في عام 1848. وعادت لتثور مرة أخرى فيما عُرف بأيام بريشا العشرة في (آذار مارس 1849) والتي من أجلها سماها الشاعر جوزويه كاردوتشي «لبوة إيطاليا» ("Leonessa d'Italia") لمقاومتها البطولية، فقد كانت المدينة اللومباردية الوحيدة التي دعت لاستجماع قوى كارلو ألبيرتو دي سافويا في السنة الأخيرة؛ ولكن النمساويون أخذوها بقيادة هايناو بعد عشرة أيام من قتال الشوارع عنيد.
دُمرت المدينة سنة 1769 لمّا ضرب البرق كنيسة سان نازارو. فأشعلت النيران الناتجة 200000 رطل (90000 كيلوغرام) من البارود المخزن هناك، وسبب الانفجار الهائل دمار سُدس المدينة ومقتل 3000 شخصا.
توحدت بريشـّا بإيطاليا في عام 1859.
حصلت المدينة على الميدالية الذهبية لمقاومتها ضد الفاشية في الحرب العالمية الثانية.
في 28 آيار مايو 1974، شهدت انفجارا دموياً في ساحة لودجا.

## الاقتصاد
بريشا مع منطقتها الحضرية (L'area urbana) التي تشمل بلدية بريشـّا والبلديات المجاورة، هي من أهم المناطق الصناعية الإيطالية.
أهم الأنشطة الصناعية هي الصناعات الميكانيكية (الآلات، وسائل النقل، الأسلحة، قطع المحركات)، والتعدين (الأهم إيطالياً: مواد البناء، أدوات المائدة، الحنفيات)، والمنسوجات، والأحذية، والملابس، والصناعات الغذائية والطوب. كما هو الحال في بقية إيطاليا، الكثير من الشركات البريشية ذات حجم بين المتوسط والصغير وبإدارة عائلية؛ في السنوات الأخيرة جاءت أيضا شرات ذات أهمية كبيرة وفروع هامة (خاصةً الأجنبية)، سواءً في أراضي المدينة أو في المراكز الصناعية الكبرى في المقاطعة.
في الأربعين عاماً الأخيرة ازدادت أهمية القطاع المصرفي، والتجاري والاتصالات. أصبح للمدينة أيضا بُعداً ثقافياً من أهمية معينة، في إيطاليا وفي أوروبا، وذلك بفضل العديد من التضاهرات وإلى إعادة اكتشاف الجماليات المعمارية والطبيعية؛ واستمراراً في سلوك هذا الطريق الهام، يُتوقـّع العديد من التدخلات للرفع من قيمة المدينة بطريقة كبيرة.
كما تبرز أهميتها في القطاع المالي، والسياحي، والزراعة والثروة الحيوانية. ولهذا السبب فإن مقاطعة بريشا لها ناتج محلي إجمالي يصل إلى 37 مليار يورو، وهو خامس أكبر ناتج محلي إجمالي في إيطاليا بعد ميلانو وروما وتورينو ونابولي.
من بين أهم الشركات القائمة في المدينة هناك مجموعة A2A، ناتجة من الاندماج بين ASM Brescia وAEM Milano، وهي الآن ثالث شركة خدمات إيطالية.
و يوجد أيضا العديد من فروع المصارف والنشاطات المالية. في السنوات الأخيرة، وفي أعقاب عملية اندماج مصرفي فقدت المدينة مقار أهم مصرفين فيها.
وهناك إيضا في المدينة مصنعي كبيرين، ومقار مجموعات لوكيني (الصلب) ولوناتي (آلات الجوارب)، من بين الأكبر في البلاد. بريشا والمقاطعة هي أيضا المنطقة الأولى في إيطاليا بإنتاج الأسلحة، وأشهر مصنع هو بيريتا.
بريشا ومقاطعتها ليستا مشتركتين أساسياً فقط الصناعة، بل أيضا في أعلى مستويات القطاع المالي. ليس فقط لوجود أكثر من 900 فروع لمصارف عاملة، بل أيضا لأن الأسر والمؤسسات الرئيسية تحتفظ بأسهم في أهم شركات البلاد. ومن أهم رجال الأعمال جوفاني بازولي، إميليو نيوتي ورومان زالسكي.
كما يبرز قطاع البناء - في ازدهار، نظراً لإعادة تأهيل حضرية جارية - والقطاع التجاري، سواءً في التوزيع الكبير أو الصغير.
قطاع هام آخر هو التسلية والمطاعم، مع ما يزيد على 2000 الحانة ومطعم ومراقص ونوادي ليلية.

## المواصلات والحركة

### المطارات
على بُعد 56 كيلومتر عن مركز المدينة يقع مطار بريشا مونتيكياري الذي افتتح في عام 1999.

### الطرق السريعة
يمر من المدينة الطريق السريع Autostrada A4 الذي يربطها مع تورينو، بيرغامو، ميلانو، فيرونا، البندقية وترييستي، ونهاية طريق Autostrada A21 الذي يصلها بكريمونا وبياشنسا، وحديثاً يصلها بتورينو طريق جنوب A4.

### النقل العام
المدينة مزوّدة بشبكة حافلات نقل عمومي تتكون من 18 خط يخدم أيضا 14 بلدية مجاورة. العدد السنوي للركاب يعادل 35 مليون: بذلك هي الأولى من بين المدن متوسطة الحجم، متخطيةً أربعة شبكات على الأقل للنقل العام في المدن الكبيرة.
يجري إنشاء سكك قطار أنفاق ضمن حدود البلدية، على نموذج ذلك الذي أنجز مؤخرا في كوبنهاغن. كما أنه تجري دراسة مشروع من قبل إدارة المقاطعة والإقليم لخدمة الضواحي مستخدماً شبكة السكك الحديدية التي تتمحور حول المدينة.

### السكك الحديدية
يمر بالمدينة خط السكة الحديدية الهام ميلانو - البندقية، وتنطلق بدايةً من محطة بريشا خطوط حتي كريمونا، وبارما وإزيو إدولو وبيرغامو وليكو.

## معرض الصور

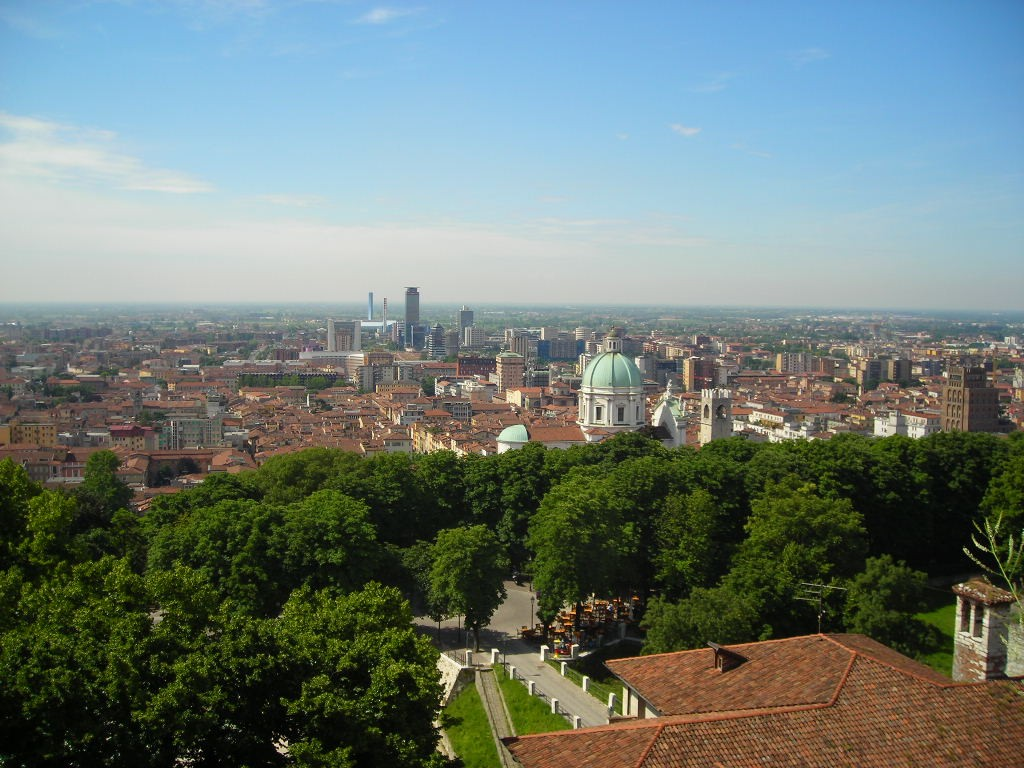
منظر عام لبريشا من قلعتها
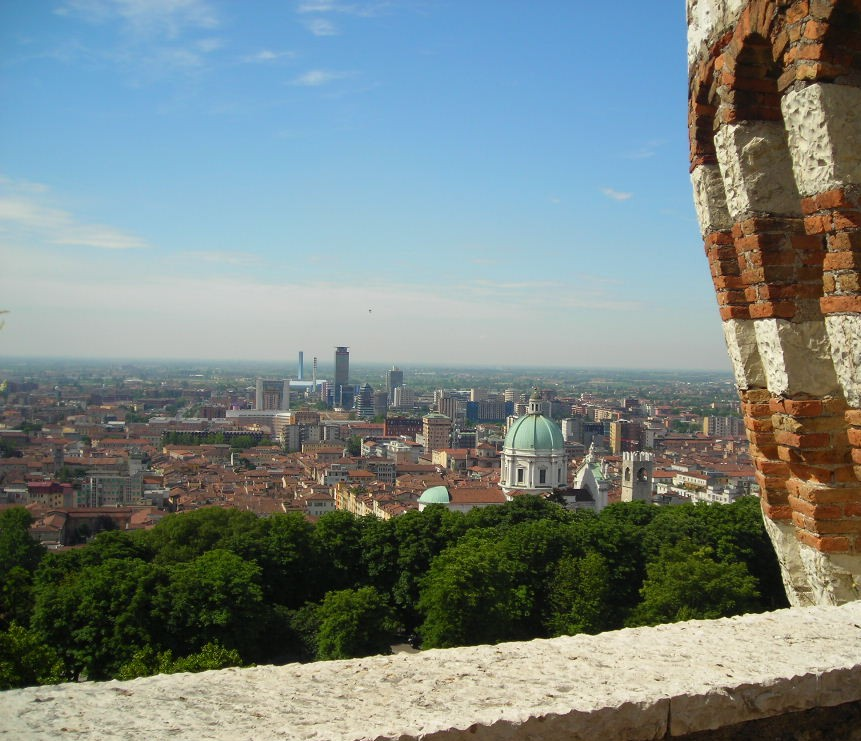
منظر عام لبريشا من قلعتها
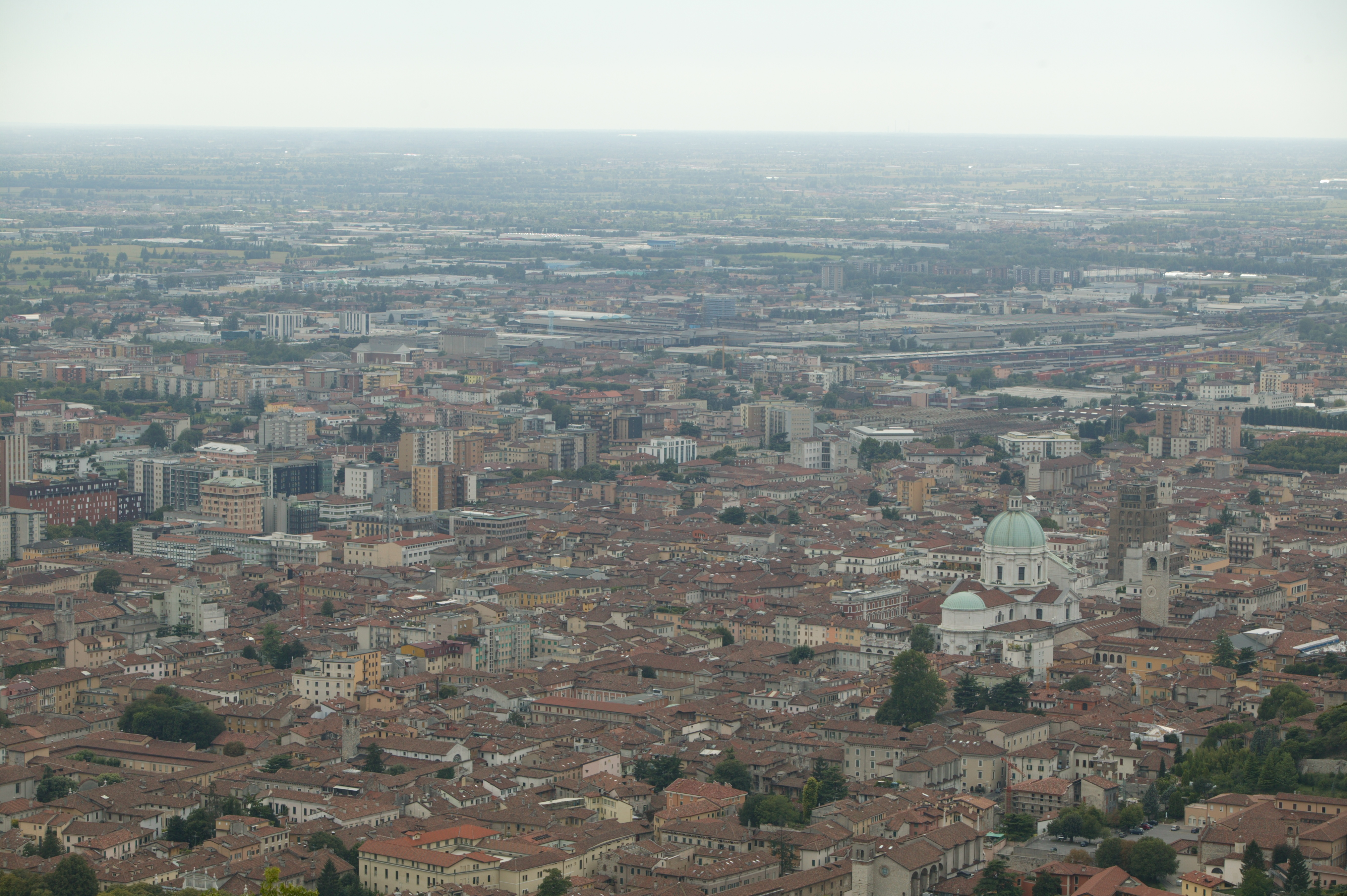
مركز بريشا
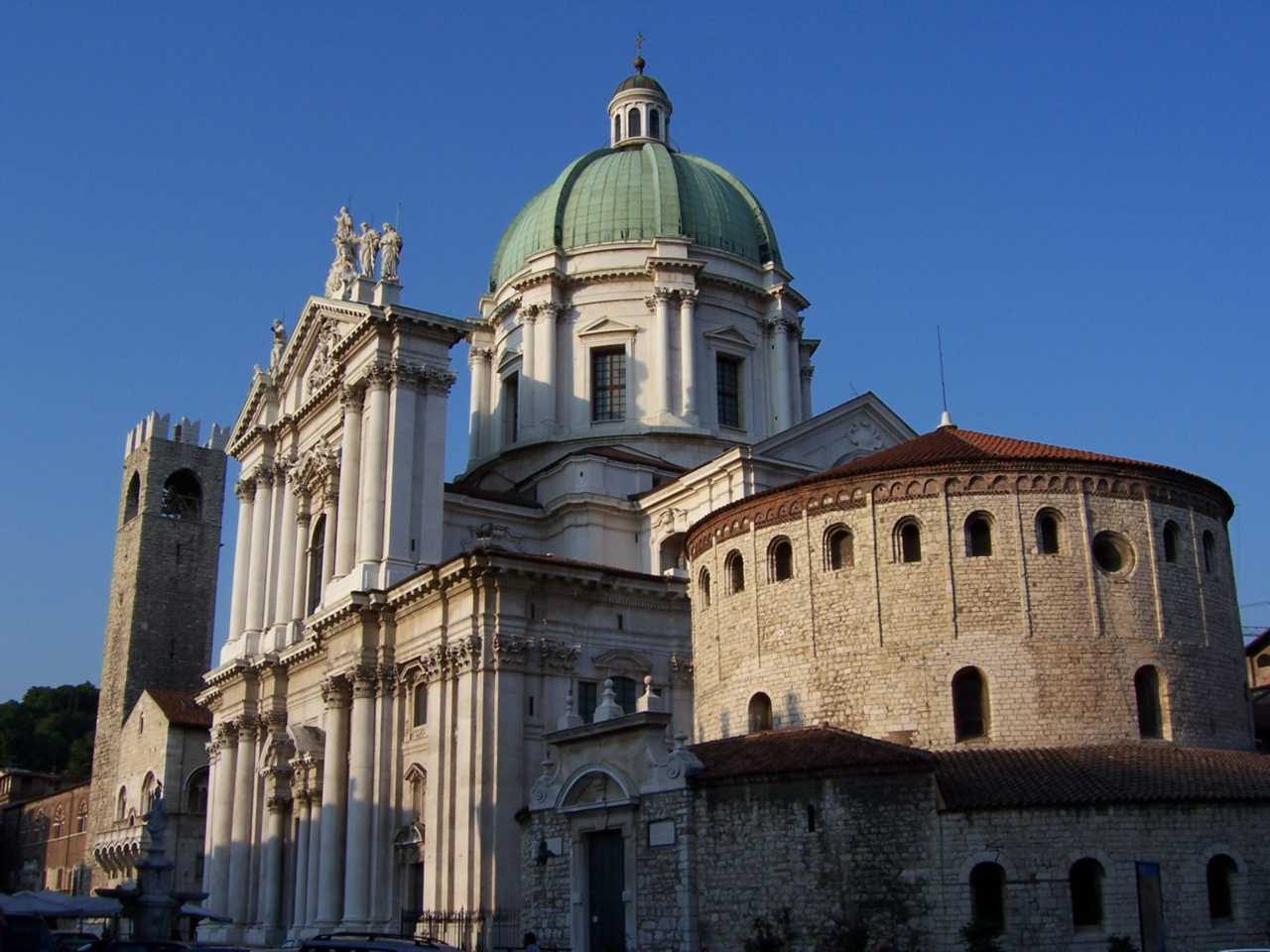
كاتدرائية الجديدة والكاتدرائية القديمة
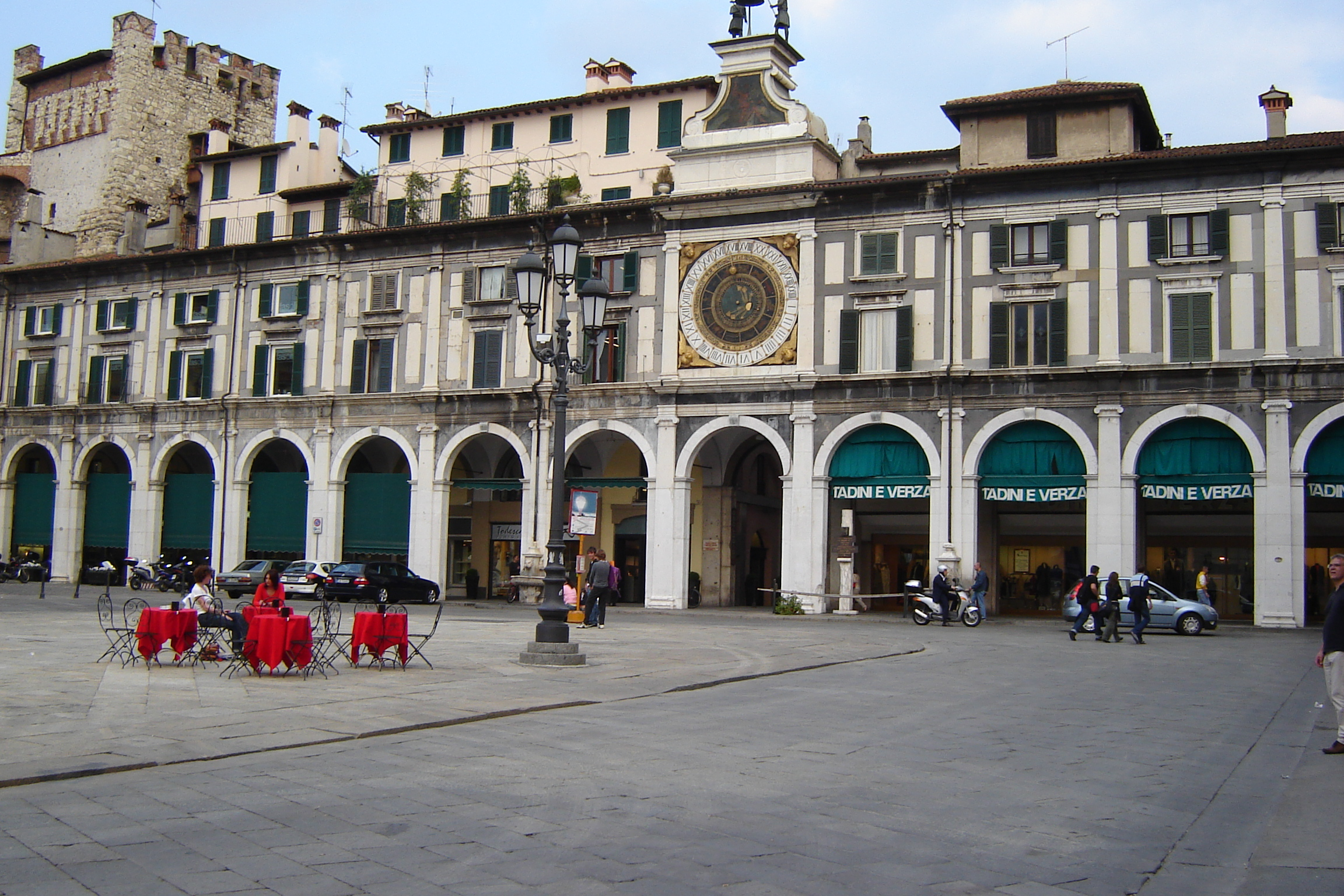
ساحة لودجا
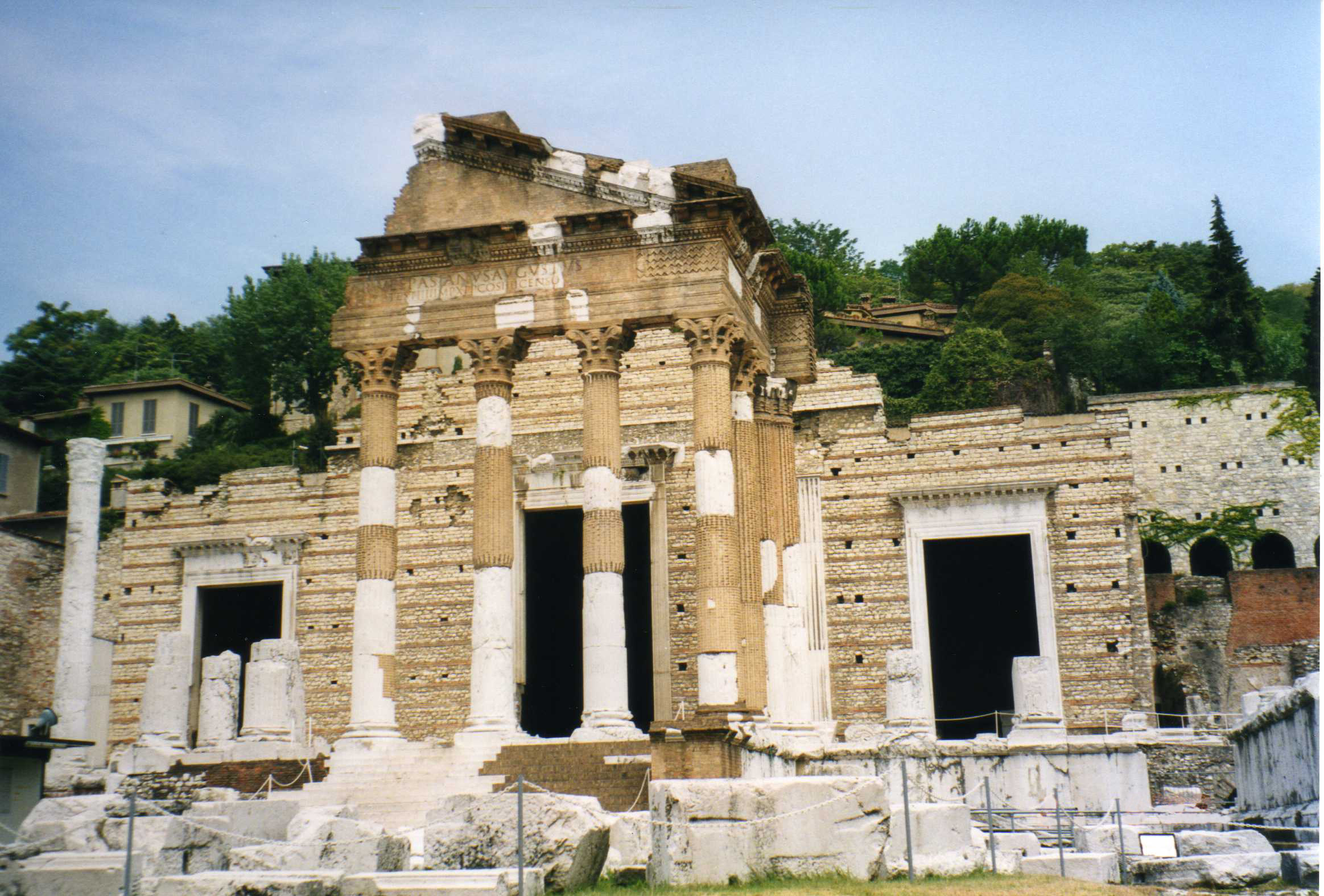
معبد كابيتوليوم
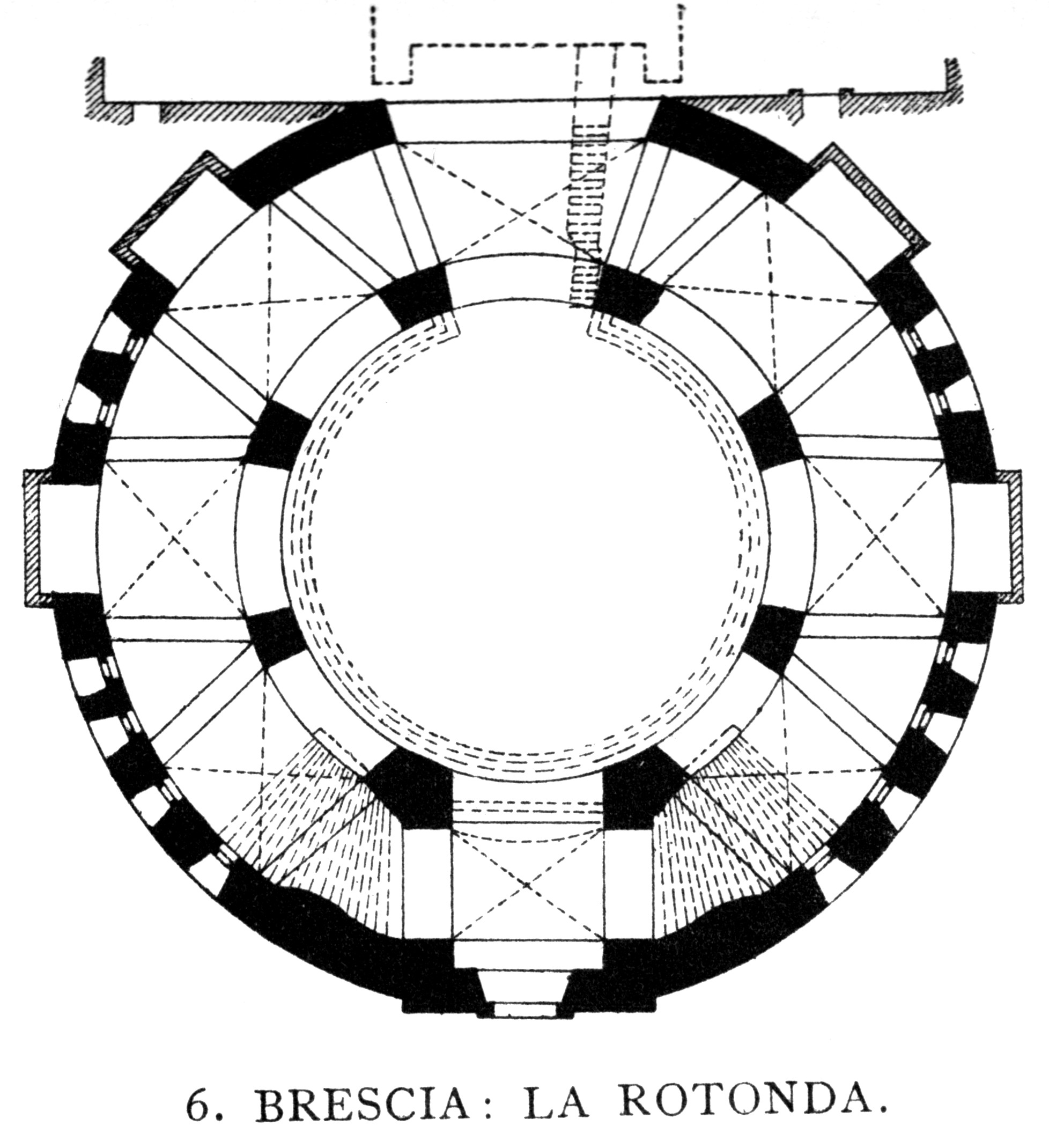